# Banaba
Banaba ou  île Océan (parfois orthographiée « Panapa » en raison de la prononciation en gilbertin), en anglais Banaba et Ocean Island, est le seul atoll surélevé des Kiribati (81 mètres au point culminant), légèrement à l'écart de l'archipel principal des îles Gilbert et plus proche de Nauru. Son phosphate a longtemps été exploité par les colonisateurs britanniques jusqu'à ce que les gisements soient épuisés en 1979. La population, décimée lors de l'occupation japonaise durant la Seconde Guerre mondiale, a été réinstallée sur l'île fidjienne de Rabi dans l'immédiat après-guerre. Banaba est une île isolée ; elle n'appartient donc à aucun archipel.
Les habitants de l'île, au nombre de 330 en 2020, sont appelés les Banabans. Le village le plus important est Umwa. Plus de 5 000 Banabans résident désormais à Rabi, aux Fidji.

## Géographie

Carte de Banaba en 1936.

Banaba est située entre Nauru à 265 km à l'ouest, avec laquelle elle partage de nombreuses caractéristiques géologiques, et les îles Gilbert à 340 km à l'est, constituées d'atolls. Banaba forme l'extrémité occidentale de la république des Kiribati et son point culminant, le reste du pays étant constitué d'îles basses.
L'île est un atoll surélevé culminant à 81 m, c’est-à-dire une formation corallienne basée sur un volcan sous-marin et surélevée par des mouvements tectoniques. Le sol de son plateau central est composé de pitons de corail entre lesquels étaient situés de riches gisements de phosphate désormais épuisés. L'intérieur de l'île est de nos jours seulement constitué de pointes calcaires donnant au lieu une topographie tourmentée. L'île est ceinturée d'une barrière de corail rendant son accès difficile.

## Histoire

### Découverte européenne
La découverte de Banaba par les Européens est généralement attribuée au capitaine John Mertho en 1804, ce dernier la nomme d'après le nom de son bateau, Ocean de retour d'Australie. Il est aussi possible, d'après la lecture de ses carnets de voyage que la découverte soit le fait du capitaine Jered Gardner à bord du Diana en 1801.
Des beachcombers, aventuriers et repris de justice, apparaissent à Banaba dans les années 1840. Ils s'établissent d'abord à Nauru où l'on compte treize Européens en 1837 puis, Jack Jones, un ancien bagnard de l'île Norfolk s'établit à Ocean Island avec d'autres compagnons, on en dénombre dix-sept en 1845, dont certains originaires des prisons des Nouvelle-Galles du Sud et de Norfolk. Ces étrangers quittent cependant l'île à la suite d'importantes périodes de sécheresse dans les années 1870.
Lorsque Albert Ellis se rend sur l'île en 1900, il n'y croise aucun Européen, bien qu'il constate que certains Banabans sont visiblement métissés.

### Découverte du phosphate et colonisation
Banaba se retrouve à la fin du XIXe siècle assez fortuitement dans la sphère d'influence britannique à la suite de la convention anglo-allemande de 1886 délimitant les sphères d'influence des deux nations dans le Pacifique occidental. L'île se retrouve à l'est de la ligne de démarcation reliant les possessions allemandes des Marshall et des Salomon tandis que l'île voisine de Nauru se retrouve dans la sphère allemande.
En 1899, Albert Fuller Ellis, un prospecteur australien (installé en Nouvelle-Zélande) découvre au siège de sa compagnie, la Pacific Island Company, un bloc de pierre en provenance de Nauru qui s'avère être du phosphate. Conscient de la valeur de cette roche et d'autres échantillons en sa possession, il se rend le 3 mai 1900 à Ocean Island et constate que l'île comporte d'importantes quantités de phosphate. Deux jours plus tard il fait hisser le pavillon britannique sur l'île. Le même 3 mai, Ellis négocie avec un chef local n'ayant par ailleurs pas d'autorité concernant les propriétés foncières des autres Banabans une concession de 999 ans en échange de 50 livres sterling par an contre les droits sur le phosphate, et appelle le gouvernement britannique à annexer Banaba. La Pacific Island Co. munie d'une licence fournie par les autorités britanniques commence à s'installer sur place dès le mois d'octobre de cette même année. Ils font venir 35 Elliciens et 70 Gilbertins pour travailler à l'extraction du minerai. La couronne britannique prend officiellement possession de l'île le 28 septembre 1901 quand un navire de Sa Majesté vient visiter l'île qui est incluse dans le protectorat des Îles Gilbert fondé en 1892 avec Tarawa pour siège.
En 1908, il est décidé de transférer la capitale du protectorat à Ocean Island devenue le moteur économique de la possession britannique. L'île fait l'objet de toutes les attentions de l'administration tandis que le reste du protectorat, devenu en 1916 la colonie des Îles Gilbert et Ellice est délaissé, servant essentiellement de réservoir de main d'œuvre pour l'industrie phosphatière d’Ocean Island et Nauru. Cette situation perdurera jusqu'à la Seconde Guerre mondiale, période après laquelle Tarawa redeviendra le siège de la colonie.
La Pacific Island Company, rebaptisée Pacific Phosphate Company, fait venir sur l'île de nombreux travailleurs étrangers, en particulier chinois, à partir de 1920, en remplacement de travailleurs japonais dont les exigences salariales sont trop élevées. Ils sont 698 en 1931, logés avec les travailleurs des îles du Pacifique dans des baraquements. Pour accélérer l'extraction, la compagnie fait construire une ligne de chemin de fer à voie étroite et un funiculaire servant à acheminer le minerai depuis l’intérieur des terres vers la côte où des structures en cantilever permettent de charger le phosphate sur des phosphatiers mouillant au large. Les travailleurs immigrés n'ont que peu d'interactions avec la population autochtone et la cohabitation entre les ouvriers de différentes origines ne se fait pas sans heurts. Ainsi l'attaque par des Chinois des baraquements gilbertins fait un mort et plusieurs blessés.
Un fond destiné aux Banabans, le Banaban Provident Fund est mis en place en 1931 avec un capital de 20 000£ et un droit à 2 % du bénéfice pour chaque tonne extraite.

### Durant la Seconde Guerre mondiale

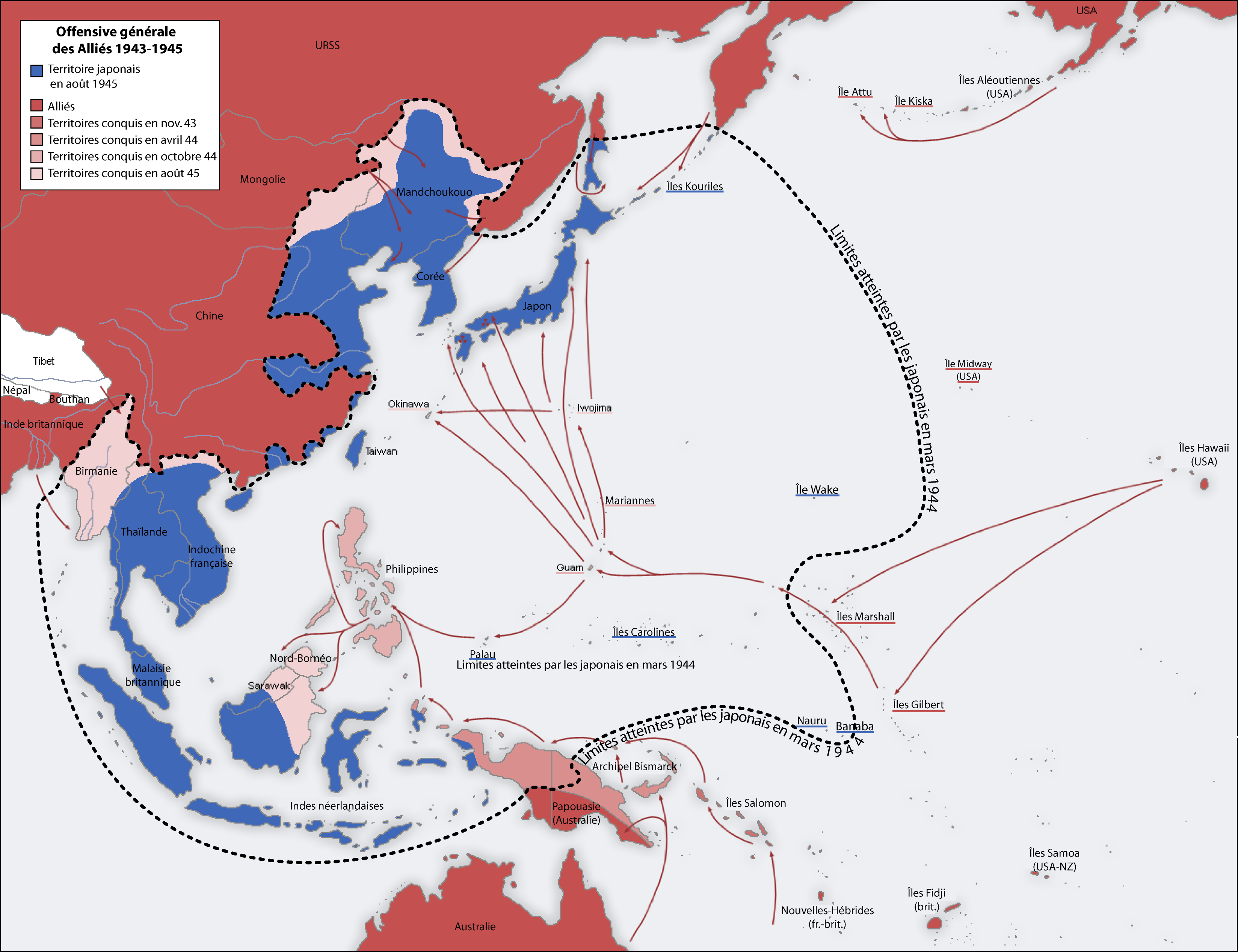
Nauru et Banaba sont en mars 1944 des réduits japonais isolés entre les îles Salomon et les îles Gilbert conquises par les Alliés.

Quelques heures après l'attaque de Pearl Harbor du 7 décembre 1941 les Japonais bombardent l'île dans le but de détruire la station radio. En prévision de l'occupation japonaise les Britanniques font évacuer en février 1942 le personnel britannique de la BPC par le biais du Triomphant, un bateau français en provenance des Nouvelles-Hébrides, et détruisent au préalable les structures d'exploitation du phosphate.
Les autorités britanniques avaient considéré l'idée de transférer les Banabans dès 1914 en raison de l'impact de l'extraction du phosphate. Cependant cette idée ne suscite pas d'intérêt auprès des Banabans jusqu'en 1940 date à laquelle ils proposent l'achat de l'île de Wakaya dans les Fidji. En mars 1942, alors que les habitants de l'île sont soumis à la menace d'une invasion japonaise, l'île de Rabi située dans les Fidji est achetée grâce à l'argent du fonds des Banabans. Il est dès cette époque prévu d'y installer les Banabans la guerre terminée.
Les Japonais débarquent sur l'île à la suite d'une opération combinée navale et aérienne le 26 août 1942. Leur force d'occupation comprend 500 hommes et 50 travailleurs étrangers. Ils trouvent sur place une population de 2 413 personnes dont un millier d'autochtones banabans et des migrants du Pacifique livrés à eux-mêmes après l'évacuation.
À la différence de l'île voisine de Nauru où ils ont fait construire une piste d'atterrissage, ils se contentent à Banaba de faire fortifier leur position par les Banabans, l'acheminement en vivres se faisant par bateau. La majorité des habitants, tant Banabans que Gilbertins et Tuvaluans, est exilée sur les îles de Kosrae, à Tarawa et sur l'île voisine de Nauru où 659 Banabans arrivent en quatre vagues successives en août 1943. Ils relatent aux Nauruans l'état de disette régnant sur leur terre devenue désertique en raison de la surpopulation japonaise, les forçant pour survivre à manger de l'herbe et l'écorce des arbres. Environ 150 insulaires, uniquement de jeunes hommes, sont gardés sur place afin de produire de la nourriture pour les occupants. En avril 1944, un groupe de Gilbertins voulant échapper à la famine sévissant sur l'île s'évade sur une embarcation. Leur projet est de se rendre dans l'atoll de Tarawa, distant de 440 km, mais un seul survivant, Nabetari parvint à toucher terre, atteignant l'île de Ninigo à proximité de la Nouvelle-Guinée située à 3 300 km de Banaba après sept mois de voyage.
La capitulation du Japon est annoncée le 15 août 1945 mais l'île coupée du monde reste sous le contrôle effectif de la garnison japonaise durant encore plusieurs semaines. C'est pendant ce laps de temps que les occupants décident de tuer le reste des îliens. Ils sont rassemblés et fusillés. Seul un Gilbertin, Kabunare Koura, parvient par ruse à échapper au massacre et c'est par lui que sont connus les exactions commises par l'armée japonaise sur l'île. Le commandant de l'île de l'époque, Suzuki Naoomi, est jugé pour ces faits par une cour militaire australienne.

### Reprise de l'exploitation du phosphate
Après la guerre, la BPC reprend l'exploitation des gisements de phosphate. Le souhait d'augmenter au maximum la production conduit la compagnie à faire raser le village de Buakonikai, puis à relocaliser les habitants sur l'île de Rabi dans l'archipel des Fidji. L'érosion des sols due à l'exploitation intensive du phosphate réduit en outre la superficie habitable de l'île.
Le 25 novembre 1979, le dernier chargement part de l'île et l'exploitation s'arrête à la suite de l'épuisement quasi total des gisements. La British Phosphate Commission se retire officiellement avec le départ de son dernier directeur en janvier. Entre 1900 et 1979, 20 millions de tonnes de phosphates ont été extraites de l'île, alors qu'Albert Ellis estimait lors de sa découverte du gisement les ressources à 6 millions de tonnes. Les surplus de la compagnie à Banaba sont vendus et l'argent est placé dans des fonds de développement à destination des Kiribati et des Tuvalu, deux pays nouvellement établis en lieu et place de la colonie des Îles Gilbert et Ellice.
Le plus long procès civil de l'histoire britannique a opposé les natifs de Banaba, souhaitant l'indemnisation des survivants, à la Couronne britannique.

### Banaba auXXIesiècle
L'île fait désormais partie de la république des Kiribati. Si quelques habitants sont retournés sur l'île, de nombreux Banabans vivent aujourd'hui sur Rabi aux Fidji, éloignée de 2 000 km, où la diaspora banabane compte environ 6 000 personnes. Le problème majeur de Banaba réside désormais dans les ressources en eau, quasi absentes et reposant sur le réseau collecteur des cavités naturelles qui ont été particulièrement détruites et polluées par l’exploitation minière.

## Démographie
| 1947  | 1963  | 1968  | 1973  | 1978  | 1985 | 1990 | 1995 | 2000 |
| ----- | ----- | ----- | ----- | ----- | ---- | ---- | ---- | ---- |
| 2 060 | 2 706 | 2 192 | 2 314 | 2 201 | 46   | 284  | 339  | 276  |

| 2005 | 2010 | 2015 | - | - | - | - | - | - |
| ---- | ---- | ---- | - | - | - | - | - | - |
| 301  | 295  | 280  | - | - | - | - | - | - |

Durant la période d'exploitation du phosphate, Banaba était une île attractive. De nombreux travailleurs venaient y vivre. Le maximum de la population fut atteint en 1963, avec 2 706 habitants. Ceci cessa immédiatement lors de l'arrêt des exploitations des mines de phosphate. L'île subit alors une forte baisse de sa population de près de 90%. En effet, elle n'abritait plus que 46 habitants en 1985.
Aujourd'hui, on constate une légère reprise démographique. Depuis quelques années, la population stagne autour des 300 habitants (le recensement de 2010 y dénombre 295 habitants).
La population se concentre principalement à Umwa, le plus grand village de l'île, situé dans l'extrême Sud-Ouest, près de la Pointe Sydney. En 2010, Umwa comptait 155 habitants. Les autres villages sont Tabiang au sud (83 habitants, situé près de la Pointe Lilian), Tabewa à l'ouest (57 habitants) et Buakonikai (situé à l'intérieur des terres, au centre de l'île, aujourd'hui abandonné).

## Politique
En plus du député normalement élu dans la circonscription électorale de Banaba, les habitants de Banaba sont représentés à la Maneaba ni Maungatabu par un autre représentant désigné et non élu (dit ex officio) qui y représente les déportés à Rabi, plus nombreux que les habitants de Banaba.